# بروكلين بلا أم (فلم)
بروكلين بلا أم (بالأنجليزية: Motherless Brooklyn) هو فيلم جريمة أمريكي من كتابة وأخراج إدوارد نورتون. أحدث الفيلم مقتبسة من رواية تحمل نفس الأسم للكاتب جوناثان ليثم صدرت عام 1999.

## القصة
تدور أحداث الفيلم في عام 1954 حول ليونيل آسورج (إدوارد نورتون) وهو محقق خاص مصاب بمتلازمة توريت العصبية يسعي لحل لغز جريمة قتل كان ضحيتها معلمه وصديقه الوحيد فرانك مينا (بروس ويليس).

## طاقم العمل
- إدوارد نورتون في دور ليونيل إيسورج
- ويليم دافو في دور بول راندولف
- بروس ويليس في دور فرانك مينا
- جوجو مباثا راو
- أليك بالدوين
- شيري جونز
- إيثان سوبلي في دور جيلبرت كوني
- ليزلي مان في دور جوليا مينا
- جوش بيس في دور ويليام ليبرمان
- فيشر ستيفنز
- مايكل كينيث ويليامز
- روبرت ويسدم
- بوبي كانفال في دور تتوني فيرمونت
- دالاس روبرتس في دور داني فانتل
- كانديس إم سميث

## روابط خارجية
- مقالات تستعمل روابط فنية بلا صلة مع ويكي بيانات

لا توجد روابط لمواقع التواصل الاجتماعي.